# دوریس کوهارت
دوریس کوهارت (به انگلیسی: Doris Kohardt) (زادهٔ ۱۲ نوامبر ۱۹۵۰) شناگر اهل آلمان است.